# Liste der Luftlandeverbände des Heeres der Bundeswehr

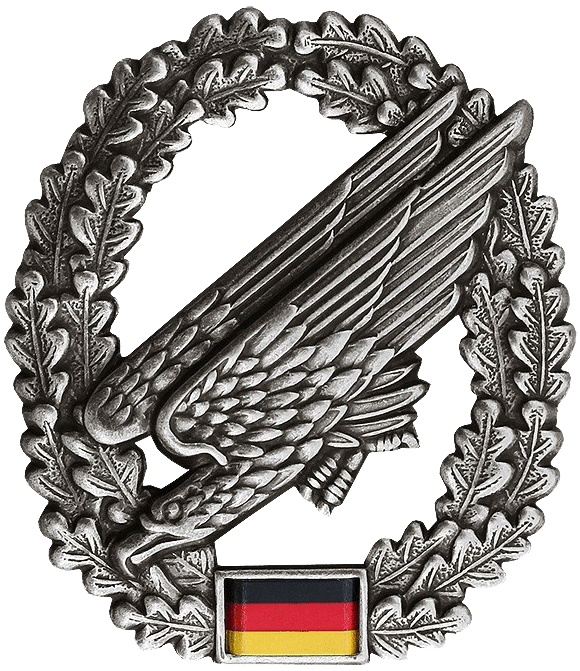
Das Barettabzeichen der Fallschirmjägertruppe und der anderen Truppengattungen der Luftlandetruppe

Die Liste der Luftlandeverbände der Bundeswehr enthält alle aufgelösten, aktiven und nicht aktiven (Geräteverbände, gekaderte Bataillone) Verbände, nicht aber Großverbände der Luftlandetruppe der Bundeswehr, sowie eine kurze Übersicht über ihren Aufstellungszeitpunkt, Stationierungsorte, Unterstellung und über ihre Auflösung oder Umbenennung, die luftlandefähig, aber nicht durchgehend fallschirmsprung- und fallschirmabwurffähig sind, insbesondere was die Ausrüstung und Fahrzeuge betrifft. Da die Luftlandetruppe keine Truppengattung des Heeres ist und die Zugehörigkeit zu den Luftlandetruppen nicht abschließend definiert ist, erhebt die Liste keinen Anspruch auf Vollständigkeit. Im Wesentlichen ist die Liste der Luftlandeverbände der Bundeswehr eine Zusammenfassung der Truppenteile der 1. Luftlandedivision und ihrer Nachfolgegroßverbände. Ausgeklammert sind die Truppenteile der Fallschirmjägertruppe, die den Kern der Luftlandetruppe stellen und in der Liste der Fallschirmjägerverbände der Bundeswehr zusammengefasst sind.
Die meisten der im Folgenden aufgezählten Truppenteile waren bzw. sind Teil der Luftlandedivision, deren Nachfolger oder der Luftlandebrigaden. Vertreten sind fast alle Truppengattungen des Heeres. Häufig handelt es sich um selbstständige Bataillone und Kompanien weiterer Truppengattungen, die dann häufig als Divisionstruppe oder Brigadeeinheit bezeichnet wurden.
Die Zugehörigkeit zur Luftlandetruppe, als Unterstützungstruppen der Fallschirmjägertruppe, manifestiert sich durch das befohlene Tragen des bordeauxroten Barett mit stürzendem Adler als Barettabzeichen, und nicht das Barett in der Farbe der jeweiligen Truppengattung und dessen Barettabzeichen. Zwar glich bzw. gleicht ihre Ausbildung, Ausrüstung und Fähigkeiten denen anderer Truppenteile ihrer Truppengattung, jedoch wiesen bzw. weisen luftlandefähige Verbände einige Besonderheiten auf. Sie sind bzw. waren meist im Gegensatz zu den anderen Verbände der Truppengattung mit luftverlastbarem Material ausgerüstet. In der Ausbildung wurde bzw. wird ein besonderer Schwerpunkt auf die besondere Verbringungsart sowie eine intensive infanteristische Ausbildung gelegt, die der eigentlichen Fallschirmjägertruppe nah stand bzw. steht, da sie mit dieser auch hinter den feindlichen Linien eingesetzt werden sollten.
Verwandte Truppenteile hinsichtlich ihrer Fähigkeiten sind das Kommando Spezialkräfte, die Fernspäher und sonstige Infanteriekräfte, insbesondere das Jägerregiment 1. Diese Truppenteile sind infanteristisch oder bedingt infanteristisch ausgebildet. Ausbildung und Ausrüstung befähigen sie (bedingt) zu Luftlandungen. Das Jägerregiment 1 war besonders für die Luftverlegung mittels Hubschraubern konzipiert und wies darauf abgestimmte Fahrzeuge und Ausrüstung auf. Sonstige Infanteriekräfte sind dazu nur bedingt geeignet – teilweise muss dabei auf Fahrzeuge und das Mitführen von Teilen der Ausrüstung verzichtet werden. So sind Gebirgsjäger bei Operationen im Hochgebirge häufig auf die Verlegung durch die Heeresflieger angewiesen. Meist müssen für die Luftverlegung infanteristischer Verbände aber gesicherte Landezonen zur Verfügung stehen. Soldaten des Kommandos Spezialkräfte und der Fernspäher können wie Fallschirmjäger per Fallschirm abgesetzt werden, werden jedoch nicht im infanteristischen Kampf eingesetzt und sind dazu nicht gegliedert. Diese Truppenteile werden daher hier nicht aufgeführt. Die Liste ist im Folgenden anhand der Truppengattung gegliedert.

Der Fallschirm steht in taktischen Zeichen für mit dem Fallschirm absetzbare Truppenteile. Dieses Symbol wird mit dem normalen „taktischem Zeichen“ der Truppengattungen kombiniert

In der Bundeswehr sind Verbände der Luftlandetruppe meist nicht geschlossen im Fallschirmsprung absetzbar. Ihr Taktisches Zeichen weist dann die stilisierten Schwingen in Kombination mit der Symbolik ihrer Truppengattung auf.

Dieses Symbol steht für luftbewegliche Truppenteile, d. h. Truppenteile wie das Jägerregiment 1 der Bundeswehr, das per Hubschrauber in das und aus dem Operationsgebiet verbracht werden können.

## Legende
Die Legende gilt für alle folgenden Listen
| Legende                               |
| ------------------------------------- |
| Aufgelöster Verband                   |
| Teilaktiver oder nichtaktiver Verband |
| Aktiver Verband                       |

Siehe auch hier für das Abkürzungsverzeichnis.

## Fernmeldetruppe
Zur Führungsunterstützung waren der Luftlandetruppe immer auch Truppenteile der Fernmeldetruppe zugeordnet. Das Luftlandefernmeldelehrbataillon (LLFmLehrBtl) 9 war der 1. Luftlandedivision unterstellt, während auf Ebene der Luftlandebrigaden Fernmelder „lediglich“ als Züge in den Stabskompanien der Brigaden ausgeplant waren. Daneben unterstand der Division zur Erfüllung des deutschen Beitrages zu den AMF die Luftlandefernmeldekompanie 9 (LLFmKp 9). Dem „Nachfolgegroßverband“ Division Spezielle Operationen waren zunächst „lediglich“ die beiden Luftlandefernmeldekompanie 100 und 200 (gebildet aus der aufgelösten LLFmKp 9) unterstellt. Bis 2008 wurden diese beiden Kompanien aufgelöst und zur Aufstellung des Luftlandefernmeldebataillons Division Spezielle Operationen (LLFmBtl DSO) herangezogen, das fortan der Division als Divisionstruppe direkt unterstand.
|                                          | Bezeichnung                                                | Aufstellung (aus)             | Stabssitz                                                                                     | Verbleib                                            | Bemerkung |
| ---------------------------------------- | ---------------------------------------------------------- | ----------------------------- | --------------------------------------------------------------------------------------------- | --------------------------------------------------- | --- |
| internes Verbandsabzeichen LLFmKp 9      | Luftlandefernmeldekompanie 9                               | 1. Jan. 1957                  | Eßlingen am Neckar                                                                            | 30. April 1958 aufgelöst zur Aufstellung LLFmBtl 9? | unterstellt 1. Luftlandedivision |
| internes Verbandsabzeichen LLFmLehrBtl 9 | Luftlandefernmeldelehrbataillon 9                          | 30. Apr. 1958 (aus LLFmKp 9?) | General-Fellgiebel-Kaserne, Pöcking/Maxhof 1964 bis 1979 Bruchsal bis 1964 Eßlingen am Neckar | 1994 aufgelöst                                      | -unterstellt 1. Luftlandedivision -bis Sept. 1979 bezeichnet als Luftlandefernmeldebataillon 9, da noch kein Lehrauftrag -Lehrauftrag übernahm das Gebirgsfernmeldelehrbataillon 8 |
| führte kein internes Verbandsabzeichen   | Luftlandefernmeldekompanie 9                               | 1. Sept. 1979                 | Dillingen bis 1993 Bruchsal                                                                   | 1. April 2003 umbenannt in LLFmKp 200               | -zunächst unterstellt 1. Luftlandedivision -ab 1994 Kommando Luftbewegliche Kräfte/4. Division -ab 2003 Division Spezielle Operationen aber sofort umbenannt in LLFmKP 200 -dt. Beitrag Allied Command Europe Mobile Forces, daher oft bezeichnet als Luftlandefernmeldekompanie AMF (L) 9 |
| internes Verbandsabzeichen LLFmKp 100    | Luftlandefernmeldekompanie 100                             | 1. Jan 2003                   | Regensburg                                                                                    | Juni 2008 aufgelöst (Tle an LLFmBtl DSO)            | unterstellt Division Spezielle Operationen |
| internes Verbandsabzeichen LLFmKp 200    | Luftlandefernmeldekompanie 200                             | 1. April 2003 (aus LLFmKp 9)  | Dillingen                                                                                     | 9. Juli 2008 aufgelöst (Tle an LLFmBtl DSO)         | unterstellt Division Spezielle Operationen |
| internes Verbandsabzeichen LLFmBtl DSO   | Luftlandefernmeldebataillon Division Spezielle Operationen | 2007 (aus LLFmKp 100 und 200) | Stadtallendorf                                                                                | 01.04.2014 aufgelöst                                | unterstellt Division Spezielle Operationen |

## Heeresaufklärungstruppe
Luftlandeaufklärer waren Teil der Heeresaufklärungstruppe bzw. des Vorgängers Panzeraufklärungstruppe. Mittlerweile verfügt jede Luftlandebrigade über eine direkt unterstellte Luftlandeaufklärungskompanie (LLAufklKp), die Vorgänger in den beiden Lufltandebrigadespähzügen (LLBrigSpZg) hatten, die allerdings erst beginnend 1993 als selbstständige Brigadeeinheiten aus der Taufe gehoben wurden. Davor waren Aufklärungskräfte meist lediglich Teil der Stabskompanien der Luftlandedivision und der Luftlandebrigaden. Nur zu Beginn der Geschichte der Luftlandedivision war mit der Luftlandepanzeraufklärungskompanie 9 (LLPzAufklKp 9) eine Kompanie als Divisionstruppe direkt der Luftlandedivision zur Seite gestellt. 

Verwandt sind hinsichtlich ihrer Fähigkeit zum infanteristischen Kampf und zur Luftlandung die Truppenteile der Fernspäher. Sie waren jedoch nie organischer Teil der Luftlandetruppen der Bundeswehr. Insbesondere waren sie nicht für das Wirken in gemeinsamen Luftlandeoperationen mit der Luftlandedivision konzipiert, sondern stets spezialisierte Kräfte des Heeres, die nur für die Stäbe der Korps als Großverbände autark Schlüsselaufklärungsergebnisse liefern sollten. 
|                                       | Bezeichnung                          | Aufstellung (aus)                | Stabssitz                    | Verbleib                                 | Bemerkung |
| ------------------------------------- | ------------------------------------ | -------------------------------- | ---------------------------- | ---------------------------------------- | --- |
| führt kein internes Verbandsabzeichen | Luftlandepanzeraufklärungskompanie 9 | 1. Feb. 1957                     | Böblingen                    | 31. Mär. 1959                            | -unterstellt 1. Luftlandedivision -Panzeraufklärer |
| internes Verbandsabzeichen            | Luftlandebrigadespähzug 26           | 1993                             | Freyung                      | 31. Mär.? 2000 Aufwuchs zu LLAufklKp 260 | -Zug unterstellt Luftlandebrigade 26 als Brigadeeinheit -Panzeraufklärer -möglicherweise Bezeichnung auch Luftlandespähzug 26                                                    |
| internes Verbandsabzeichen            | Luftlandebrigadespähzug 31           | 1993                             | Lüneburg                     | 31. Mär. 2000 Aufwuchs zu LLAufklKp 310  | -unterstellt Luftlandebrigade 31 als Brigadeeinheit -Panzeraufklärer -möglicherweise Bezeichnung auch Luftlandespähzug 31                                                        |
| internes Verbandsabzeichen            | Luftlandeaufklärungskompanie 260     | 1. Apr. 2004 (aus LLBrigSpZg 31) | Zweibrücken bis 2006 Freyung | aktiv                                    | -unterstellt Luftlandebrigade 1 ab 1. April 2015 -unterstellt Luftlandebrigade 26 als Brigadeeinheit, bis 2006? dem Gebirgspanzeraufklärungsbataillon 8 -Heeresaufklärungstruppe |
| führt kein internes Verbandsabzeichen | Luftlandeaufklärungskompanie 310     | 1. Apr. 2000 (aus LLBrigSpZg 31) | Seedorf bis 2007 Lüneburg    | aktiv                                    | -unterstellt Luftlandebrigade 1 ab 1. April 2015 -Zug unterstellt Luftlandebrigade 31 als Brigadeeinheit, bis 2007? dem Panzeraufklärungsbataillon 3 -Heeresaufklärungstruppe    |

## Feldjägertruppe
Die Luftlandefeldjägerkompanie (LLFJgKp) 9 war der 1. Luftlandedivision als Divisionstruppe der Ordnungstruppe der Führungstruppen unterstellt. Die Kompanie zählte zur Feldjägertruppe.
|                                                         | Bezeichnung                  | Aufstellung (aus) | Stabssitz                                                           | Verbleib            | Bemerkung |
| ------------------------------------------------------- | ---------------------------- | ----------------- | ------------------------------------------------------------------- | ------------------- | --- |
| internes Verbandsabzeichen Luftlandefeldjägerkompanie 9 | Luftlandefeldjägerkompanie 9 | Sep. 1958         | Bruchsal 1959 bis 1964 Eßlingen am Neckar 1958 bis 1959 Sigmaringen | Jan. 1980 aufgelöst | -unterstellt 1. Luftlandedivision -bis 1972 mit je einem Zug in Böblingen, Zweibrücken und Bruchsal, danach LLFjgKp vollständig in Bruchsal |

## Pioniertruppe
Das Luftlandepionierbataillon (LLPiBtl) 9 zählte zur Pioniertruppe. Das Bataillon war der 1. Luftlandedivision unterstellt. Den beiden Luftlandebrigaden waren die ebenfalls zur Pioniertruppe zählenden Luftlandepionierkompanien (LLPiKp) 250 und 260 als Brigadeeinheit unterstellt. Später wurde das Luftlandepionierbataillon 9 aufgelöst und für die Luftlandebrigaden die Luftlandepionierkompanien 250, 260 und 270 als Brigadeeinheit neu ausgeplant, die die bisherigen Brigadeeinheiten ablösten. Diese weiterhin zur Pioniertruppe zählenden Truppenteile waren zeitweilig aber auch übergeordneten Pionierbataillonen unterstellt und wurden von diesen nur für Übungen und Einsätze an die Luftlandebrigaden abgestellt.
|                                                    | Bezeichnung                   | Aufstellung (aus)               | Stabssitz                                                                                          | Verbleib                                                                                   | Bemerkung |
| -------------------------------------------------- | ----------------------------- | ------------------------------- | -------------------------------------------------------------------------------------------------- | ------------------------------------------------------------------------------------------ | --- |
| führte kein internes Verbandsabzeichen             | Luftlandepionierkompanie 9    | Feb. 1956                       | München                                                                                            | 1. Apr. 1959 aufgelöst (zur Aufstellung FschPiKp 250 und 260 sowie LLPiBtl 9 herangezogen) | Divisionstruppe 1. LLDiv |
| führte kein internes Verbandsabzeichen             | Luftlandepionierbataillon 9   | 1. Apr. 1959 (aus Tle LLPiKp 9) | Speyer bis 1963 Bruchsal                                                                           | 1964 in PiBtl 12 umgegliedert und Wechsel zur 12. PzDiv                                    | unterstellt 1. LLDiv |
| führte kein internes Verbandsabzeichen             | Fallschirmpionierkompanie 250 | 1. Apr. 1959 (aus Tle LLPiKp 9) | Calw bis 1961 Kempten                                                                              | 1971 in LLPiKp 250 umbenannt                                                               | unterstellt Fallschirmjägerbrigade 25 |
| führte kein internes Verbandsabzeichen             | Fallschirmpionierkompanie 260 | 1. Apr. 1959 (aus Tle LLPiKp 9) | Speyer 1961–1962 Mannheim bis 1961 Kempten                                                         | 1. Okt 1971 in LLPiKp 260 umbenannt                                                        | unterstellt Fallschirmjägerbrigade 26 |
| internes Verbandsabzeichen LLPiKp 250 (Variante 1) | Luftlandepionierkompanie 250  | 1971 (aus FschPiKp 250)         | Nagold bis Mär. 1993 Passau bis Jun. 1982 Calw                                                     | 30. Sept. 1996 aufgelöst (Teile zur Aufstellung Pionierspezialzug KSK herangezogen)        | -unterstellt Luftlandebrigade 25 (Jul. 1982 bis Apr. 1990 Führung durch PiBtl 240) -31. Jun. 1982 in Calw aufgelöst und Neubildung aus 3./PiBtl 240 in Passau zum 1. Jul. 1982 |
| internes Verbandsabzeichen LLPiKp 260              | Luftlandepionierkompanie 260  | 1. Okt 1971 (aus FschPiKp 260)  | Saarlouis 1982–1993 Koblenz 1972–1982 Saarlouis zunächst Speyer                                    | aktiv                                                                                      | -unterstellt Luftlandebrigade 1 ab 1. April 2015 -unterstellt Luftlandebrigade 26 (Apr. 1982 bis Mär. 1990 Führung durch PiBtl 310) -31. Mär. 1982 in Saarlouis aufgelöst und Neubildung aus Tle PiBtl 310 in Koblenz zum 1. Apr. 1982 -LLPiKp 260 vom 30. Sept. 2002 bis 30. Sept. 2003 übergangsweise außer Dienst                                                 |
| internes Verbandsabzeichen LLPiKp 270              | Luftlandepionierkompanie 270  | Apr. 1973                       | Seedorf Okt. 1992 bis Feb. 2007 Wildeshausen Apr. 1982 bis Okt. 1992 Minden bis Mär. 1982 Iserlohn | aktiv                                                                                      | -unterstellt Luftlandebrigade 1 ab 1. April 2015 -zunächst unterstellt Luftlandebrigade 27, ab 1993 Luftlandebrigade 31 (April 1982 bis Mär. 1990 Führung durch PiBtl 110) -31. März 1982 in Iserlohn aufgelöst und zum 1. Apr. 1982 Neuaufstellung aus 3./PiBtl 110 in Minden −1992 im Zuge der Fusion der LLBrig 27 mit PzGrenBrig 31 Integration Teile PzPiKp 310 |

## ABC-Abwehrtruppe
In der Aufstellungsphase der Luftlandedivision war mit der Luftlande-ABC-Abwehrkompanie 9 (LLABCAbwKp 9) ein Truppenteil der ABC-Abwehrtruppe für die Luftlandetruppe vorgesehen.
|                                       | Bezeichnung                    | Aufstellung (aus) | Stabssitz                   | Verbleib                                       | Bemerkung |
| ------------------------------------- | ------------------------------ | ----------------- | --------------------------- | ---------------------------------------------- | --- |
| führt kein internes Verbandsabzeichen | Luftlande-ABC-Abwehrkompanie 9 | 1. Nov. 1960      | Eichelbergkaserne, Bruchsal | 31. Mär. 1963 umgegliedert in 2./ABCAbwBtl 210 | -unterstellt 1. Luftlandedivision -vermutlich identisch mit der ABC-Abwehr-Luftlande-Kompanie 9 (ABCAbw(LL)Kp 9) in der Dragoner-Kaserne, Bruchsal |

## Heeresfliegertruppe
Nur unmittelbar zu Beginn der Geschichte der Luftlandedivision waren mit der Luftlandeheeresfliegerstaffel 9 (LLHflgStff 9) Kräfte der Heeresfliegertruppe für die Luftlandetruppe ausgeplant.
Hinweis: die erst 1993 aufgestellte leichte Heeresfliegertransportstaffel 9 AMF war als deutscher Beitrag für die Allied Command Europe Mobile Forces aufgestellt. Sie trug die Ziffer 9 möglicherweise als Hommage an die LLHflgStff 9, wahrscheinlicher jedoch ist, dass sich die Staffel mittels der Ziffer symbolisch in die Reihe der Truppenteile einreihte, die von deutscher Seite aus für AMF vorgehalten wurden. Da diese Truppenteile häufig von der 1. Luftlandedivision abgegeben wurden und mithin im Bedarfsfall auch durch den für AMF vorgehaltenen „doppelten“ Stab der 1. Luftlandedivision geführt werden konnten, trugen viele dieser Truppenteile die Ziffer 9 im Namen (Erinnerung: die Luftlandedivision war die 9. Division des Heeres). Die leichte Heeresfliegertransportstaffel 9 AMF war aber weder Teil der Luftlandetruppen noch organischer Teil der Luftlandedivision bzw. deren Nachfolger, sondern unterstand der truppendienstlich dem Heeresfliegerregiment 30, für den Einsatz der Heeresfliegerbrigade 3. Vgl. dazu auch Liste der Heeresfliegerverbände der Bundeswehr.
|                                       | Bezeichnung                     | Aufstellung (aus) | Stabssitz       | Verbleib  | Bemerkung                                                                   |
| ------------------------------------- | ------------------------------- | ----------------- | --------------- | --------- | --------------------------------------------------------------------------- |
| führt kein internes Verbandsabzeichen | Luftlandeheeresfliegerstaffel 9 | Jan. 1958         | Friedrichshafen | März 1959 | -unterstellt 1. Luftlandedivision -Hinweis: Staffel entspricht der Kompanie |

## Fallschirmjägertruppe
Die Fallschirmjägertruppe stellt den infanteristischen Kern der Luftlandetruppe und wesentliche Anteile an den für die Luftlandetruppe besonders bedeutenden Truppenschulen, sowie bedeutende Teile der Stäbe und Stabskompanien der Großverbände der Luftlandetruppe.

## Panzerjägertruppe
Spätere Panzerabwehreinheiten der Luftlandetruppen waren Einheiten und Teileinheiten der Fallschirmjägertruppe (siehe dazu hier). In der Aufstellungsphase der Bundeswehr war mit dem Luftlandepanzerjägerbataillon 9 (LLPzJgBtl 9) ein Bataillon ausgeplant, das zur Panzerjägertruppe gehörte.
|                                       | Bezeichnung                     | Aufstellung (aus) | Stabssitz | Verbleib                            | Bemerkung |
| ------------------------------------- | ------------------------------- | ----------------- | --------- | ----------------------------------- | --- |
| führt kein internes Verbandsabzeichen | Luftlandepanzerjägerbataillon 9 | Feb. 1957         | Böblingen | Mär. 1959 umgegliedert in PzBtl 273 | -unterstellt 1. Luftlandedivision -vermutlich (alternativ) auch bezeichnet als Luftlande-Panzerjägerbataillon 9 (LL-PzJgBtl 9) |

## Artillerietruppe
Das Luftlandeartilleriebataillon 9 wurde in der Aufstellungsphase der Bundeswehr als Divisionstruppe der 1. Luftlandedivision von 1958 bis 1959 aufgestellt. bereits ab 1959 wurde das Bataillon durch die beiden den Luftlandebrigaden unterstellten Fallschirmartilleriebataillon 255 und 265, die später in Luftlandeartilleriebataillon 255 und 265 umbenannt wurden. Nach deren Auflösung verfügte die Luftlandetruppe zunächst über keine eigene Artillerie mehr. Einzig die Mörserkompanien (siehe oben) boten einen dürftigen Ersatz. Auch das Mitte der 1980er Jahre neu aufgestellte Luftlandeartillerieregiment 9 war keine vollwertige Divisionsartillerie, da dieser Geräteeinheit nur im Bedarfsfall Artillerie zugeteilt werden konnte. Erst 1986 wurde die Luftlandeartilleriebatterie 9, ausgerüstet mit 105 mm Gebirgshaubitzen, später mit LARS, auf Divisionsebene neu aufgestellt. Mit deren Auflösung 1996 verloren die Luftlandetruppen erneut ihre Artillerie.
|                                        | Bezeichnung                       | Aufstellung (aus)                                        | Stabssitz                                                                       | Verbleib                                    | Bemerkung |
| -------------------------------------- | --------------------------------- | -------------------------------------------------------- | ------------------------------------------------------------------------------- | ------------------------------------------- | --- |
| internes Verbandsabzeichen             | Luftlandeartilleriebataillon 9    | 1. Oktober 1956                                          | Engstingen 1957 bis 1958 Böblingen 1956 bis 1957 Eßlingen am Neckar 1956 Murnau | 15. März 1959 Umbenennung in FschArtBtl 255 | unterstellt 1. Luftlandedivision |
| internes Verbandsabzeichen             | Fallschirmartilleriebataillon 255 | 16. März 1959 (aus LLArtBtl 9)                           | Calw bis 1961 Engstingen                                                        | 31. März 1969 Umbenennung in LLArtBtl 255   | -unterstellt Fallschirmjägerbrigade 25 -1959 Kdr Oberstleutnant Hans-Werner Voß -1959 bis 1961 Oberstleutnant Egon Peller von Ehrenberg |
| internes Verbandsabzeichen             | Fallschirmartilleriebataillon 265 | 1. September 1959 (Kader aus FschArtBtl 255)             | Speyer bis 1963 Engstingen                                                      | 31. März 1969 Umbenennung in LLArtBtl 265   | -unterstellt Fallschirmjägerbrigade 26 -1959 bis 1963 Major Wilhelm Konert |
| internes Verbandsabzeichen             | Luftlandeartilleriebataillon 255  | 1. April 1969 (aus FschArtBtl 255)                       | Calw                                                                            | 31. März 1970                               | unterstellt Fallschirmjägerbrigade 25 |
| internes Verbandsabzeichen             | Luftlandeartilleriebataillon 265  | 1. April 1969 (aus FschArtBtl 265)                       | Speyer                                                                          | 31. März 1970                               | unterstellt Fallschirmjägerbrigade 26 |
| internes Verbandsabzeichen LLArtRgt 9  | Luftlandeartillerieregiment 9     | April 1986 oder Juli 1985? (aus ArtRgt zbV 200, GerEinh) | Philippsburg (MobStzpkt)                                                        | 1. April 1990                               | -unterstellt 1. Luftlandedivision -Geräteeinheit, konnte nach Aktivierung ad hoc zu unterstellende Truppenteile führen und bestand im Wesentlichen nur aus einem Stab und Stabsbatterie. |
| internes Verbandsabzeichen LLArtBttr 9 | Luftlandeartilleriebatterie 9     | Januar 1986 (aus 5./FARtBtl 545)                         | Phillipsburg bis 1990 Lahnstein                                                 | Juni 1996                                   | -für Einsatz unterstellt 1. Luftlandedivision, ab 1994 Kommando Luftbewegliche Kräfte/4. Division -im Frieden bis 1989/90 unterstellt Feldartilleriebataillon 545 -dt. Beitrag für AMF, daher auch bezeichnet als LLArtBttr (AMF) 9 -Tle Raketenartilleriebataillon 122 in Walldürn übernimmt Aufgabe nach Auflösung |

## Heeresflugabwehrtruppe
Die Luftlandeflugabwehrraketenbatterie 100 (LLFlaRakBttr 100) war der Division Spezielle Operationen als Divisionstruppe unterstellt. Die Batterie zählte zur Heeresflugabwehrtruppe. Die Batterie war mit dem leichten Flugabwehr System Ozelot auf Basis des Wiesel 2 ausgestattet. Nach Auflösung, wurden die Systeme an die Luftwaffe abgegeben. Die Luftlandeflugabwehrraketenbatterie 100 war nach langer Zeit wieder ein Truppenteil für die Luftabwehr der Division. In der Anfangszeit existierten das Luftlandeflugabwehrartilleriebataillon / Luftlandeflugabwehrbataillon 9.
Zu den aufgelösten Kompanien Leichtes Flugabwehr System (LeFlaSys) Ozelot Wiesel 2 Ozelot siehe Flugabwehrraketengruppe 61 in Todendorf/Panker des Flugabwehrraketengeschwader 1 der Luftwaffe.
|                                                                   | Bezeichnung                              | Aufstellung (aus)                  | Stabssitz                      | Verbleib                     | Bemerkung                                                       |
| ----------------------------------------------------------------- | ---------------------------------------- | ---------------------------------- | ------------------------------ | ---------------------------- | --------------------------------------------------------------- |
| führte kein internes Verbandsabzeichen                            | Luftlandeflugabwehrartilleriebataillon 9 | Jan. 1957                          | Altenstadt bis 1958 Böblingen  | Mär. 1959 Tle an LLFlaBtl 9? | -unterstellt 1. Luftlandedivision                               |
| führte kein internes Verbandsabzeichen                            | Luftlandeflugabwehrbataillon 9           | Mär. 1959 (aus Tle LLFlaArtBtl 9?) | Altenstadt                     | Okt. 1964                    | -unterstellt 1. Luftlandedivision                               |
| internes Verbandsabzeichen Luftlandeflugabwehrraketenbatterie 100 | Luftlandeflugabwehrraketenbatterie 100   | 1. Okt. 2006 (aus lFlaRakBttr 100) | Seedorf (zunächst 2006 Borken) | Ende 2012 aufgelöst          | -unterstellt Division Spezielle Operationen als Divisionstruppe |

## Sanitätstruppe
Die Luftlandesanitätskompanien (LLSanKp) 250, 260 und 270 waren jeweils einer der Luftlandebrigaden als Brigadeeinheit unterstellt und zählten zur Sanitätstruppe. Vorgänger war die Luftlandesanitätskompanie 9 auf Divisionsebene, die allerdings nur in der Aufstellungsphase der Luftlandedivision ausgeplant war.
|                                                     | Bezeichnung                   | Aufstellung (aus)              | Stabssitz                           | Verbleib                | Bemerkung |
| --------------------------------------------------- | ----------------------------- | ------------------------------ | ----------------------------------- | ----------------------- | --- |
| führte kein internes Verbandsabzeichen              | Luftlandesanitätskompanie 9   | Mai 1957                       | Eßlingen am Neckar zunächst Kempten | Mär. 1959               | unterstellt 1. Luftlandedivision |
| internes Verbandsabzeichen LLSanKp 250              | Luftlandesanitätskompanie 250 | 1971 (aus 2./LLVersBtl 256)    | Ulm bis 1993 Calw                   | 31. Dez. 1996 aufgelöst | bis 1. Apr. 1993 unterstellt Luftlandebrigade 25, dann Sanitätskommando 2. Ab. Okt. 1993 unterstellt Sanitätsbrigade 2                          |
| internes Verbandsabzeichen LLSanKp 260 (Variante 1) | Luftlandesanitätskompanie 260 | 1971? (aus Tle LLVersBtl 266?) | Merzig bis 2002 Lebach              | 2002 aufgelöst          | unterstellt Luftlandebrigade 26 Alternatives internes Verbandsabzeichen: (zur Aufstellung LLUstgBtl 262 herangezogen)                           |
| internes Verbandsabzeichen LLSanKp 270 (Variante 1) | Luftlandesanitätskompanie 270 | 1971?                          | Varel bis 1998? Lippstadt           | April 2002 aufgelöst    | zunächst Luftlandebrigade 27, ab 1993 Luftlandebrigade 31 Alternatives internes Verbandsabzeichen: (zur Aufstellung LLUstgBtl 272 herangezogen) |

Die Luftlandesanitätskompanie 260 und 270 wurden als Kompanien in die beiden Fallschirmjägerregimentern eingegliedert und die Sanitätszüge der 1./ Stabs- und Versorgungskompanie aufgelöst.

## Militärmusikdienst
Das Heeresmusikkorps 9 war über mehrere Jahrzehnte das Musikkorps der 1. Luftlandedivision. Ein Teil der Militärmusiker nahm im Rahmen freier Kapazitäten am Fallschirmspringerlehrgang A und am Einzelkämpferlehrgang teil. Im Verteidigungsfall waren die Militärmusiker für den Einsatz im Sanitätsdienst eingeplant. Dazu wurden jährlich regelmäßige Übungen durchgeführt. In der Division Spezielle Operationen übernahm nachmalig das Heeresmusikkorps 300 in Koblenz die militärmusikalischen Aufgaben im Bereich der Luftlandetruppen.
|                            | Bezeichnung        | Aufstellung (aus)           | Stabssitz                        | Verbleib  | Bemerkung |
| -------------------------- | ------------------ | --------------------------- | -------------------------------- | --------- | --- |
| internes Verbandsabzeichen | Heeresmusikkorps 9 | Jun. 1959 (aus MusKrps V A) | Theodor-Heuss-Kaserne, Stuttgart | Okt. 2003 | -unterstellt als Divisionstruppe -am 1. April 1956 aufgestellt als Musikkorps V A in Böblingen -alternatives internes Verbandsabzeichen: |

## Logistiktruppen
In den Anfangsjahren der Bundeswehr waren Nachschub auch Versorgung und Instandsetzung auf der Divisionsebene zusammengefasst. Dazu war bis Mitte der 1960er Jahre das Luftlandeversorgungsbataillon 9 ausgeplant, dessen Vorgänger waren die Leichte Luftlandefahrzeuginstandsetzungskompanie 9 (leLLFzInstKp 9) und die Luftlandequartiermeisterkompanie 9 (LLQmKp 9). Wesentliche Aufgaben waren die Vorratshaltung von Bedarfs- und Versorgungsgütern inklusive Munition und Betriebsstoff, die Instandsetzung von Waffen, Gerät und Fahrzeugen sowie die Luftverladung und Luftverlastung von Versorgungsgütern und das Packen von Sprung- und Lastfallschirmen mit deren Instandsetzung durch die Brigadepackerzüge.
Später wurde die Versorgung der Luftlandetruppe vorrangig auf Ebene der Brigaden organisiert. Aufgestellt wurden dazu zunächst die beiden Luftlandeversorgungsbataillone (LLVersBtl) 256 und 266, die jeweils den beiden Fallschirmjägerbrigaden unterstanden. Später waren die Luftlandeversorgungskompanien (LLVersKp) 250, 260 und 270 durch Auflösung der Luftlandeversorgungsbataillone ausgeplant. Diese waren jeweils einer der Luftlandebrigaden als Brigadeeinheit unterstellt.
Unter Einbeziehung der Luftlandesanitäter wurden 2002 die beiden Luftlandeunterstützungsbataillone (LLUstgBtl) 262 und 272 neu aufgestellt und den beiden verblieben Luftlandebrigaden unterstellt. Alle diese Truppenteile zählten – sieht man von den beiden Luftlandesanitätskompanien der Luftlandeunterstützungsbataillone ab – zu den Heereslogistiktruppen bzw. deren Vorgängern Nachschubtruppe/Quartiermeistertruppe und Instandsetzungstruppe/Feldzeugtruppe.
|                                                              | Bezeichnung                                        | Aufstellung (aus)                                                  | Stabssitz                                                         | Verbleib                                                                      | Bemerkung |
| ------------------------------------------------------------ | -------------------------------------------------- | ------------------------------------------------------------------ | ----------------------------------------------------------------- | ----------------------------------------------------------------------------- | --- |
| führt kein internes Verbandsabzeichen                        | Leichte Luftlandefahrzeuginstandsetzungskompanie 9 | Jan. 1958                                                          | Böblingen bis 1958 Eßlingen am Neckar Vorauskommando in Dillingen | März 1959                                                                     | -unterstellt 1. Luftlandedivision -Feldzeugtruppe                                                                                                  |
| führt kein internes Verbandsabzeichen                        | Luftlandequartiermeisterkompanie 9                 | 1. Jan 1959                                                        | Böblingen bis 1958 Eßlingen am Neckar Vorauskommando in Dillingen | März. 1959                                                                    | -unterstellt 1. Luftlandedivision -Quartiermeistertruppe                                                                                           |
| führt kein internes Verbandsabzeichen                        | Luftlandeversorgungsbataillon 9                    | Mär. 1959                                                          | Ludwigsburg                                                       | Mär. 1964                                                                     | unterstellt 1. Luftlandedivision |
| führt kein internes Verbandsabzeichen                        | Luftlandeversorgungsbataillon 256                  | 1959                                                               | Calw bis 1961 Sigmaringen                                         | 1971 Tle an LLVersKp 250 und LLSanKp 250?                                     | unterstellt Fallschirmjägerbrigade 25 |
| führt kein internes Verbandsabzeichen                        | Luftlandeversorgungsbataillon 266                  | 30. Apr. 1966                                                      | Merzig bis 1969 Lebach                                            | 1971 Tle an LLVersKp 260 und LLSanKp 260?                                     | unterstellt Fallschirmjägerbrigade 26 |
| internes Verbandsabzeichen LLVersKp 250                      | Luftlandeversorgungskompanie 250                   | 1971 (LLVersBtl 256)                                               | Calw                                                              | 1996 oder 1994? aufgelöst                                                     | unterstellt Luftlandebrigade 25 |
| internes Verbandsabzeichen LLVersKp 260                      | Luftlandeversorgungskompanie 260                   | 1971 (LLVersBtl 266)                                               | Merzig                                                            | 2002 aufgelöst                                                                | -unterstellt Luftlandebrigade 26 -(zur Aufstellung LLUstgBtl 262 herangezogen)                                                                     |
| internes Verbandsabzeichen LLVersKp 270 (Variante Oldenburg) | Luftlandeversorgungskompanie 270                   | 1971?                                                              | Oldenburg bis 1993? Lippstadt                                     | Apr. 2002 aufgelöst                                                           | -zunächst Luftlandebrigade 27, ab 1993 Luftlandebrigade 31 -Internes Verbandsabzeichen in Lippstadt: -(zur Aufstellung LLUstgBtl 272 herangezogen) |
| internes Verbandsabzeichen                                   | Luftlandeunterstützungsbataillon 262               | Okt.? 2002 (aus FschPzAbwBtl 262 mit LLVersKp 260 und LLSanKp 260) | Merzig                                                            | 31. März 2015 aufgelöst -Teile zur Aufstellung des Fallschirmjägerregiment 26 | -Luftlandebrigade 26 -zählt überwiegend zu den Heereslogistiktruppen; 4./LLUstgBtl 262 Sanitätstruppe                                              |
| internes Verbandsabzeichen                                   | Luftlandeunterstützungsbataillon 272               | Apr. 2002 (aus FschPzAbwBtl 272 mit LLVersKp 270 und LLSanKp 270)  | Oldenburg                                                         | Sep. 2014 aufgelöst -Teile zur Aufstellung des Fallschirmjägerregiment 31     | -Luftlandebrigade 31 -zählt überwiegend zu den Heereslogistiktruppen; 4./LLUstgBtl 272 Sanitätstruppe                                              |

Die Logistikkompanien mit den Fallschirmpackerzügen wurden in die Fallschirmjägerregimenter eingegliedert.

## Ausbildungskompanien
Die Ausbildung der Rekruten erfolgte in den Anfangsjahren der Bundeswehr bis Mitte der 1980er Jahre in Ausbildungskompanien, um die Einheiten einsatzbereit zu halten. Der grundausgebildete Personalersatz wurde dann an die Kompanien abgegeben. Damit waren jüngere Soldaten mit älteren in Teileinheiten zusammengefasst. Durch dieses Verfahren kam und kommt es zu einer Klassenbildung, wie in der NVA mit den Entlassungskandidaten oder wie in den russischen Streitkräften mit der extremen Form der Dedowschtschina als der Herrschaft der Großväter sowie zu Initiationsriten.
In der Bundeswehr sind disziplinierende Maßnahmen unter gleichrangigen Soldaten als Heiliger Geist bekannt und kamen in manchen Einheiten insbesondere in der Kampftruppe vor. In einfacher Form erfolgte das Stuben- und Revierreinigen ausschließlich durch die dienstjüngeren Soldaten. In diesem Zusammenhang steht auch die Äquatortaufe bei der Marine. Dieses Phänomen ist wie bei der Bizutage nicht auf den militärischen Bereich beschränkt und ein unerwünschtes Charakteristikum von Gruppenverhalten in Organisationsstrukturen mit starken, aber flachen Hierarchien. Zumeist stellen diese Handlungen von Soldaten gegenüber Kameraden eine Straftat dar, in jedem Fall verstoßen sie gegen das Soldatengesetz und sind damit Disziplinarvergehen nach Wehrdisziplinarordnung, da sie mindestens gegen die Pflicht zur Kameradschaft (§ 12) verstoßen. Eine Verfolgung obliegt nicht im Ermessen des Vorgesetzten, sondern diese muss verfolgt werden, insbesondere da eine unterlassene Strafverfolgung nach § 336 StGB Unterlassen der Diensthandlung strafbar ist.
Ab Mitte der 1980er Jahre bildeten die Einsatzkompanien Rekruten vom ersten Tag an selber aus. Vorteil dieses Verfahrens war, dass nicht nur Soldaten eines Jahrgangs mit dem gleichen Entlassungsdatum in den Kompanien Dienst taten und die Qualität der Ausbildung durch die auch zukünftigen Vorgesetzten, die die Soldaten später in Übungen und im möglichen Verteidigungsfall zu führen hatten, selbst bestimmt wurde. Nachteil war jedoch, dass Teile eines Bataillons nicht einsatzbereit waren. Dies wurde durch die Einberufung des vorherigen Entlassungsquartals ausgeglichen oder in einem Regiment durch mehrere Kompanien mit wechselnd abfolgendem Ausbildungsstand.
Die Nummerierung der Ausbildungskompanien ergab sich aus der Zugehörigkeit zur 9. Division (= 1. Luftlandedivision). Die jeweils vorangestellte fortlaufende Nummer ergab die Kompanienummer. Einige Ausbildungskompanien waren auf die Ausbildung des Nachwuchses einzelner Truppengattungen innerhalb der 1. Luftlandedivision ausgerichtet. Nicht unüblich waren daher (wohl inoffizielle) Bezeichnungen wie Fallschirmjäger-Fernmeldeausbildungskompanie. Diese Truppenteile zählten wie die Ersatzbataillone (vgl. oben) im weitesten Sinne zur Luftlandetruppe, da weder Personal noch Ausrüstung geeignet waren Luftlandeoperationen aktiv durchzuführen. Insbesondere im Bereich der beiden Fallschirmjägerbataillone die anderen Divisionen unterstanden, nahmen auch andere Ausbildungskompanien die Grundausbildung für den Personalersatz vor, so die Ausbildungskompanie 6/11 für das Fallschirmjägerbataillon 291/271 in Iserlohn.
|                            | Bezeichnung                             | Aufstellung (aus) | Stabssitz                             | Verbleib                   | Bemerkung |
| -------------------------- | --------------------------------------- | ----------------- | ------------------------------------- | -------------------------- | --- |
| internes Verbandsabzeichen | Ausbildungskompanie 1/9                 | ?                 | Funker-Kaserne in Eßlingen am Neckar? | ?                          | - auch Fallschirmjäger-FmAusbildungskompanie 1/9 -wohl zur Ausbildung der Rekruten der Fernmeldetruppe -vgl. Quelle                                                          |
| internes Verbandsabzeichen | Ausbildungskompanie 2/9                 | ?                 | Eberhard-Finckh-Kaserne, Engstingen   | ?                          | vgl. Quelle |
| internes Verbandsabzeichen | Ausbildungskompanie 3/9                 | 1963              | Nagold                                | 1971                       | 3/9 als Nachfolgekompanie der aufgelösten AusbKp 6/9 |
| internes Verbandsabzeichen | Ausbildungskompanie 4/9                 | ?                 | Zweibrücken?, Speyer?                 | ?                          | |
| internes Verbandsabzeichen | Ausbildungskompanie 5/9                 | ?                 | Nagold bis 1961 Calw                  | 1971                       | 1961 neu aufgestellt in Nagold vgl. Quelle |
| internes Verbandsabzeichen | Ausbildungskompanie 6/9                 | ?                 | Nagold bis 1962 Calw                  | 1963                       | -1962 neu aufgestellt in Nagold -aZa FschJgBtl 252 in Nagold -aufgelöst wegen „Nagold-Affäre“vgl. Quelle -Ausbildungsauftrag ging an neu aufgestellte AusbKp 3/9 vgl. Quelle |
| internes Verbandsabzeichen | Fallschirmjägerausbildungskompanie 7/9  |                   | Zweibrücken                           | 1. Mai 1972 InstAusbKp 7/9 | abweichend offiziell wohl „Fallschirmjägerausbildungskompanie“ statt „Ausbildungskompanie“. Ab 1. Mai 1972 Neuaufstellung als InstAusbKp 7/9 nach Bexbach verlegt.           |
| internes Verbandsabzeichen | Ausbildungskompanie 8/9                 | 31. Dez. 1967     | Oberbexbach                           | ?                          | |
| internes Verbandsabzeichen | Ausbildungskompanie 9/9                 | 1962?             | Calw oder Lebach?                     | Sept. 1972?                | vgl. Quelle |
| internes Verbandsabzeichen | Instandsetzungsausbildungskompanie 10/9 | ?                 | Ludwigsburg bis 1972 Dornstadt        | min. bis 1973?             | vgl. Quelle |
| internes Verbandsabzeichen | AusbKp 270                              | 1971              | Wildeshausen / Iserlohn               | Apr 1973                   | |

Die Ausbildungskompanien wurden als Neuaufstellungen mit Rekrutenkompanien an die Fallschirmjägerregimenter angegliedert.

## Ersatz
Das Ersatzwesen war während des Kalten Krieges und bis zur Aufhebung der Wehrpflicht ein wichtiges Element für die Mobilmachung im Verteidigungsfall. Dazu wurden neben Kompanien, die direkt den aktiven Verbänden unterstanden und meist als Feldersatzkompanien bezeichnet wurden, für die Brigaden (Feld-)Ersatzbataillone ausgeplant. Diese im Frieden nicht aktiven Truppenteile dienten dazu ältere, aber vollausgebildete Reservisten als Mobilmachungsreserve vorzuhalten. Im Verteidigungsfall waren Soldaten dieser Ersatzbataillone als Personalersatz für die aktiven Truppenteile vorgesehen. Daher waren in den Bataillonen alle Truppengattungen der Luftlandedivision vertreten.
|                                        | Bezeichnung                        | Aufstellung (aus)              | Stabssitz                               | Verbleib                                                   | Bemerkung |
| -------------------------------------- | ---------------------------------- | ------------------------------ | --------------------------------------- | ---------------------------------------------------------- | --- |
| führte kein internes Verbandsabzeichen | Fallschirmjägerersatzbataillon 257 | 1. Okt. 1961                   | Eberhard-Finckh-Kaserne, Großengstingen | 15. Apr. 1963 aufgelöst (umgegliedert zu FschFErsBtl 257?) | -Geräteeinheit -als Ersatz für Fallschirmjägerbrigade 25 vorgesehen -umgegliedert zum FschFErsBtl 257                                                     |
| führte kein internes Verbandsabzeichen | Fallschirmfeldersatzbataillon 257  | 1963 aus FschJgErsBtl 257      | Militärflugplatz Renningen              | 1973                                                       | -Geräteeinheit -als Ersatz für Fallschirmjägerbrigade 25 vorgesehen                                                                                       |
| führte kein internes Verbandsabzeichen | Luftlandefeldersatzbataillon 267   | ?                              | MobStp Wattweiler, Zweibrücken          | 1. Feb 1962? (umgegliedert zu FErsBtl 340?)                | -Geräteeinheit -als Ersatz für Fallschirmjägerbrigade 26 vorgesehen -umgegliedert zum Feldersatzbataillon 340 in Zweibrücken (bestand von 1962 bis 1994)? |
| führte kein internes Verbandsabzeichen | Feldersatzbataillon 140            | ?                              | Minden                                  | ?                                                          | -Geräteeinheit -als Ersatz für Luftlandebrigade 27 vorgesehen -unterstellt I. Korps                                                                       |
| führte kein internes Verbandsabzeichen | Feldersatzbataillon 240            | Okt. 1982 aus LLFErsBtl 257    | Calw                                    | Sept. 1993                                                 | -Geräteeinheit -als Ersatz für Luftlandebrigade 25 vorgesehen -unterstellt II. Korps vorgesehen                                                           |
| führte kein internes Verbandsabzeichen | Feldersatzbataillon 340            | 1. Feb. 1962 aus LLFErsBtl 267 | MobStp Wattweiler, Zweibrücken          | 30. Sep. 1994                                              | -Geräteeinheit -als Ersatz für Luftlandebrigade 26 vorgesehen -unterstellt III. Korps                                                                     |
| führte kein internes Verbandsabzeichen | Luftlandefeldersatzkompanie 260    | ?                              | Saarlouis?                              | Aug. 2008?                                                 | -Geräteeinheit -als Ersatz für Luftlandebrigade 26 vorgesehen                                                                                             |
| führte kein internes Verbandsabzeichen | Luftlandefeldersatzkompanie 310    | ?                              | Oldenburg                               | 2008 aufgelöst?                                            | -Geräteeinheit -als Ersatz für Luftlandebrigade 31 vorgesehen                                                                                             |

## Abkürzungen
Folgende Abkürzungen werden benutzt:
| - Btl → Bataillon - DSK → Division Schnelle Kräfte - DSO → Division Spezielle Operationen - Div → Division - FschJgBtl → Fallschirmjägerbataillon - FschJgBrig → Fallschirmjägerbrigade | - LLBrig → Luftlandebrigade - LLDiv → Luftlandedivision - KLK → Kommando Luftbewegliche Kräfte | - PzGrenBrig → Panzergrenadierbrigade |